# Préveranges
Pour l’article ayant un titre homophone, voir Préverenges.
Préveranges est une commune française située dans le département du Cher en région Centre-Val de Loire.

## Géographie
Préveranges est située à l'extrémité sud du Cher, au carrefour de 3 départements (Indre, Allier et Creuse), à la limite du Centre Val de Loire, de l'Auvergne-Rhône-Alpes et de la Nouvelle-Aquitaine.
C'est sur la commune de Préveranges que se trouve le point culminant de la région Centre-Val de Loire et du département du Cher, au lieu-dit le Magnoux, à 504 mètres d'altitude. Il y est possible, par temps clair, d'apercevoir le puy de Dôme, distant à vol d'oiseau de 94 kilomètres seulement.
Le village se rattache au plateau du bas Berry avec une géologie et des caractéristiques climatiques différentes de celles rencontrées plus au nord en direction des plaines du Berry vers Châteaumeillant par exemple. Le territoire communal est traversé par la rivière Joyeuse, affluent de l’Arnon. La commune est située sur le sentier de grande randonnée de pays : Sur les pas des maîtres sonneurs.

### Localisation
| - OpenStreetMap Limite communale |

### Climat
Pour des articles plus généraux, voir Climat du Centre-Val de Loire et Climat du Cher.
En 2010, le climat de la commune est de type climat océanique dégradé des plaines du Centre et du Nord, selon une étude du CNRS s'appuyant sur une série de données couvrant la période 1971-2000. En 2020, Météo-France publie une typologie des climats de la France métropolitaine dans laquelle la commune est dans une zone de transition entre le climat océanique altéré et le climat de montagne ou de marges de montagne et est dans la région climatique  Ouest et nord-ouest du Massif Central, caractérisée par une pluviométrie annuelle de 900 à 1 500 mm, maximale en automne et en hiver.
Pour la période 1971-2000, la température annuelle moyenne est de 10,3 °C, avec une amplitude thermique annuelle de 15,3 °C. Le cumul annuel moyen de précipitations est de 935 mm, avec 12,7 jours de précipitations en janvier et 7,7 jours en juillet. Pour la période 1991-2020, la température moyenne annuelle observée sur la station météorologique installée sur la commune est de 11,3 °C et le cumul annuel moyen de précipitations est de 911,3 mm,. Pour l'avenir, les paramètres climatiques de la commune estimés pour 2050 selon différents scénarios d'émission de gaz à effet de serre sont consultables sur un site dédié publié par Météo-France en novembre 2022.
| Mois                                  | jan.            | fév.            | mars           | avril         | mai           | juin          | jui.         | août           | sep.          | oct.            | nov.            | déc.           | année      |
| ------------------------------------- | --------------- | --------------- | -------------- | ------------- | ------------- | ------------- | ------------ | -------------- | ------------- | --------------- | --------------- | -------------- | ---------- |
| Température minimale moyenne (°C)     | 1,1             | 1               | 3,3            | 5,8           | 9             | 12,4          | 14           | 14,2           | 11,1          | 8,5             | 4,3             | 1,8            | 7,2        |
| Température moyenne (°C)              | 3,8             | 4,2             | 7,3            | 10,3          | 13,7          | 17,4          | 19,3         | 19,4           | 16            | 12,4            | 7,4             | 4,6            | 11,3       |
| Température maximale moyenne (°C)     | 6,4             | 7,5             | 11,4           | 14,7          | 18,5          | 22,5          | 24,6         | 24,7           | 20,9          | 16,2            | 10,5            | 7,3            | 15,4       |
| Record de froid (°C) date du record   | −10,9 26.01.07  | −13 11.02.12    | −13,3 01.03.05 | −3,2 08.04.03 | 0 08.05.1997  | 4 08.06.05    | 7,1 17.07.00 | 5,2 28.08.1998 | 1 19.09.07    | −6,1 29.10.1997 | −8,5 22.11.1998 | −12,6 15.12.01 | −13,3 2005 |
| Record de chaleur (°C) date du record | 18,8 06.01.1999 | 22,4 20.02.1998 | 23,2 16.03.12  | 29 30.04.05   | 32,1 27.05.05 | 38,6 29.06.19 | 39 23.07.19  | 38,6 07.08.03  | 33,6 10.09.23 | 32,2 02.10.23   | 24,8 08.11.15   | 18,2 17.12.15  | 39 2019    |
| Précipitations (mm)                   | 80,1            | 63,2            | 72,4           | 85,7          | 87,7          | 73            | 75,7         | 67,6           | 61,8          | 81,2            | 79,6            | 83,3           | 911,3      |

## Urbanisme

### Typologie
Au 1er janvier 2024, Préveranges est catégorisée commune rurale à habitat très dispersé, selon la nouvelle grille communale de densité à 7 niveaux définie par l'Insee en 2022.
Elle est située hors unité urbaine et hors attraction des villes,.

### Occupation des sols
L'occupation des sols de la commune, telle qu'elle ressort de la base de données européenne d’occupation biophysique des sols Corine Land Cover (CLC), est marquée par l'importance des territoires agricoles (96,4 % en 2018), en diminution par rapport à 1990 (98,6 %). La répartition détaillée en 2018 est la suivante : 
zones agricoles hétérogènes (37 %), prairies (32,8 %), terres arables (26,7 %), forêts (2,6 %), zones urbanisées (1 %).
L'évolution de l’occupation des sols de la commune et de ses infrastructures peut être observée sur les différentes représentations cartographiques du territoire : la carte de Cassini (XVIIIe siècle), la carte d'état-major (1820-1866) et les cartes ou photos aériennes de l'IGN pour la période actuelle (1950 à aujourd'hui).

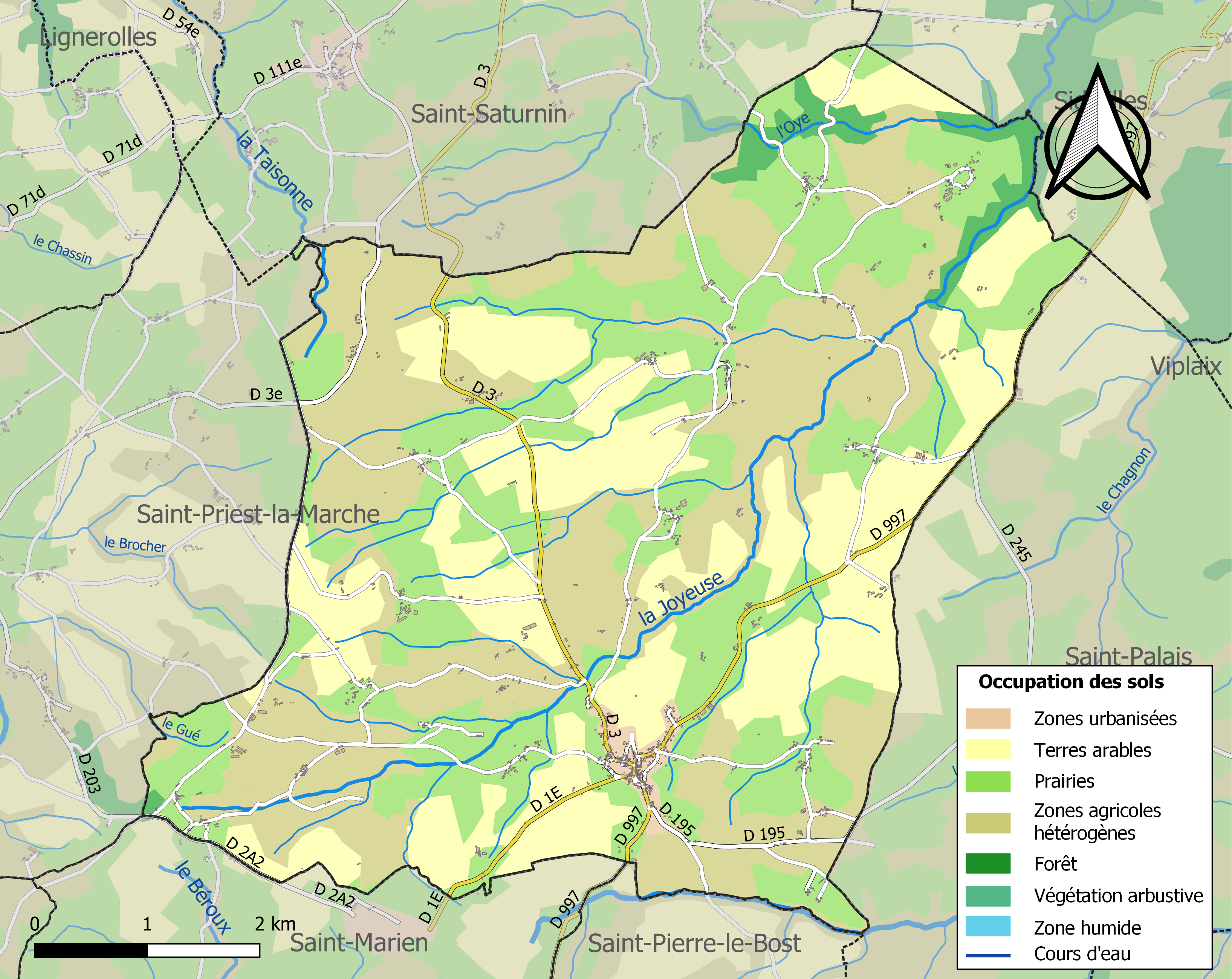
Carte des infrastructures et de l'occupation des sols de la commune en 2018 (CLC).

### Risques majeurs
Le territoire de la commune de Préveranges est vulnérable à différents aléas naturels : météorologiques (tempête, orage, neige, grand froid, canicule ou sécheresse), mouvements de terrains et séisme (sismicité faible). Il est également exposé à un risque technologique, le transport de matières dangereuses, et à un risque particulier : le risque de radon. Un site publié par le BRGM permet d'évaluer simplement et rapidement les risques d'un bien localisé soit par son adresse soit par le numéro de sa parcelle.

#### Risques naturels

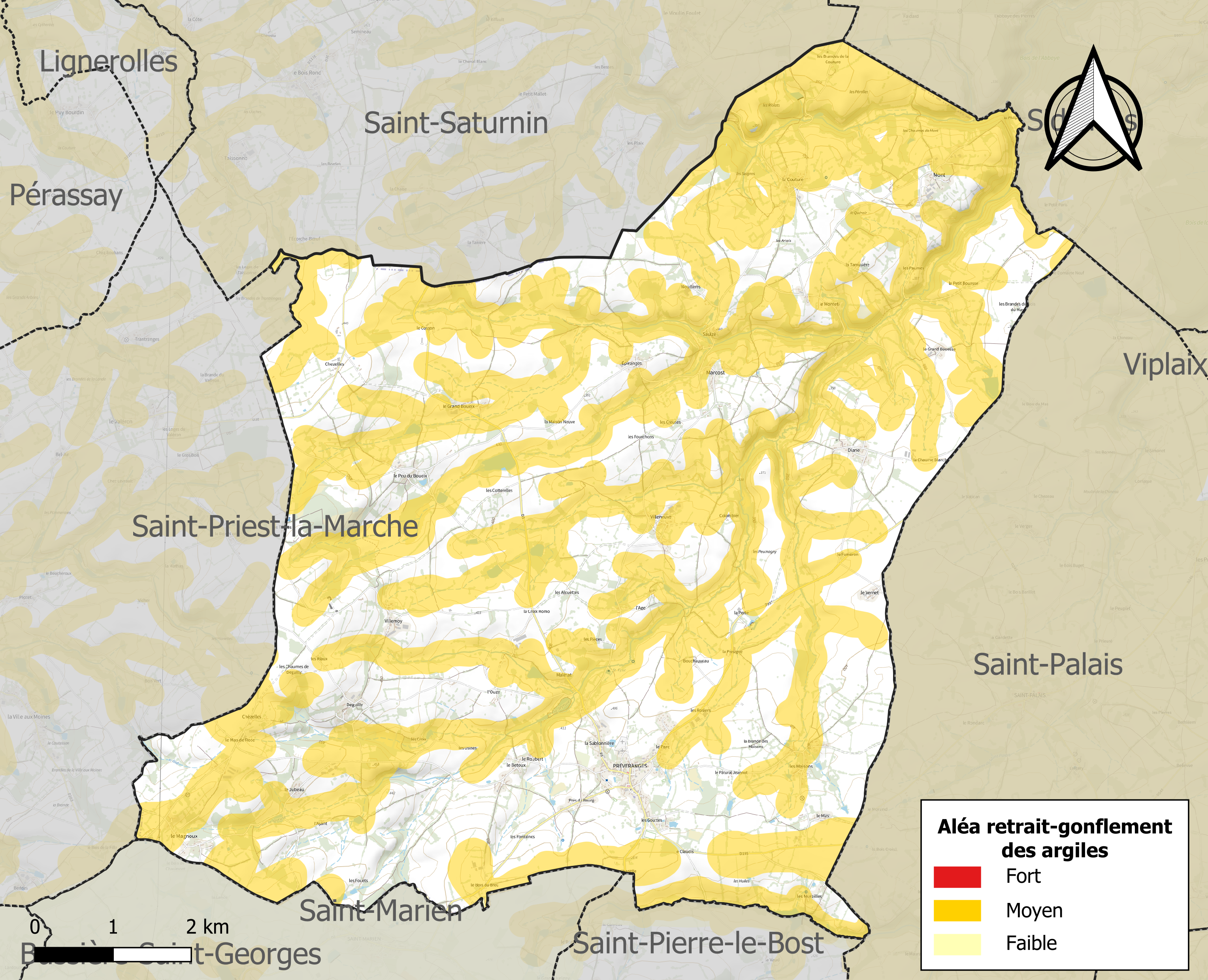
Carte des zones d'aléa retrait-gonflement des sols argileux de Préveranges.

La commune est vulnérable au risque de mouvements de terrains constitué principalement du retrait-gonflement des sols argileux. Cet aléa est susceptible d'engendrer des dommages importants aux bâtiments en cas d’alternance de périodes de sécheresse et de pluie. 56,8 % de la superficie communale est en aléa moyen ou fort (90 % au niveau départemental et 48,5 % au niveau national). Sur les 562 bâtiments dénombrés sur la commune en 2019, 209 sont en aléa moyen ou fort, soit 37 %, à comparer aux 83 % au niveau départemental et 54 % au niveau national. Une cartographie de l'exposition du territoire national au retrait gonflement des sols argileux est disponible sur le site du BRGM,.
Concernant les mouvements de terrains, la commune a été reconnue en état de catastrophe naturelle au titre des dommages causés par des mouvements de terrain en 1999.

#### Risques technologiques
Le risque de transport de matières dangereuses sur la commune est lié à sa traversée par des infrastructures routières ou ferroviaires importantes ou la présence d'une canalisation de transport d'hydrocarbures. Un accident se produisant sur de telles infrastructures est en effet susceptible d’avoir des effets graves au bâti ou aux personnes jusqu’à 350 m, selon la nature du matériau transporté. Des dispositions d’urbanisme peuvent être préconisées en conséquence.

#### Risque particulier
Dans plusieurs parties du territoire national, le radon, accumulé dans certains logements ou autres locaux, peut constituer une source significative d’exposition de la population aux rayonnements ionisants. Toutes les communes du département sont concernées par le risque radon à un niveau plus ou moins élevé. Selon la classification de 2018, la commune de Préveranges est classée en zone 2, à savoir zone à potentiel radon faible mais sur lesquelles des facteurs géologiques particuliers peuvent faciliter le transfert du radon vers les bâtiments.

## Toponymie
Le nom de la localité est attesté sous la forme Préverangcs en 1207[réf. nécessaire].

## Histoire
Prévéranges, mentionné dans les archives de l’abbaye de Buxières-d'Aillac en 1207, est une ancienne paroisse qualifiée de ville dans un acte de 1429. Elle possédait un château relevant de Châteauroux. Il appartenait aux seigneurs de Déols, puis passa dans la famille des Bomiers. Ensuite on trouve les familles le Bouteiller et de Bigny ; enfin la place est vendue à Henri II de Bourbon-Condé, prince de Condé, en 1627. Il est décrit en 1723 à l’occasion de travaux de rénovation puis revendu à Michel Leteillier en 1663[pas clair] avec la terre de Culan, ces deux seigneuries demeurent ensuite unies.
Le château, qui comprenait encore en 1741 trois tours et des fossés, est « absolument détruit » quand Alphonse Buhot de Kersers fait la description de la commune.
En 1773, le duc Emmanuel de Croÿ donne une maison pour servir d’école de charité et de logement au maître d’école, école qualifiée de collège de Préveranges et vendue à la Révolution. Le nom de Croï est encore associé à la maison qui abrite la mairie et des logements locatifs,.

## Politique et administration

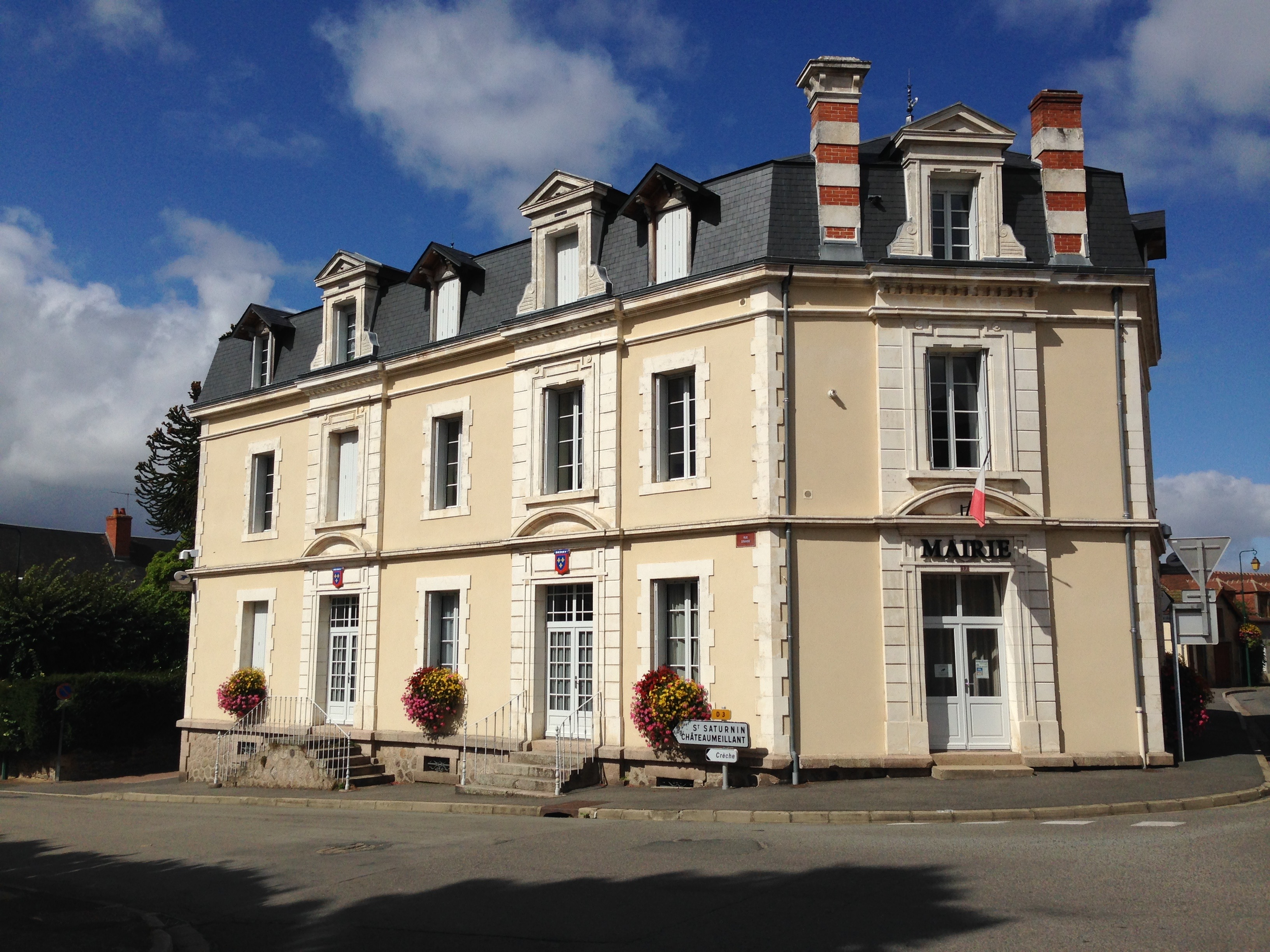
Mairie de Préveranges, inaugurée en 2013.

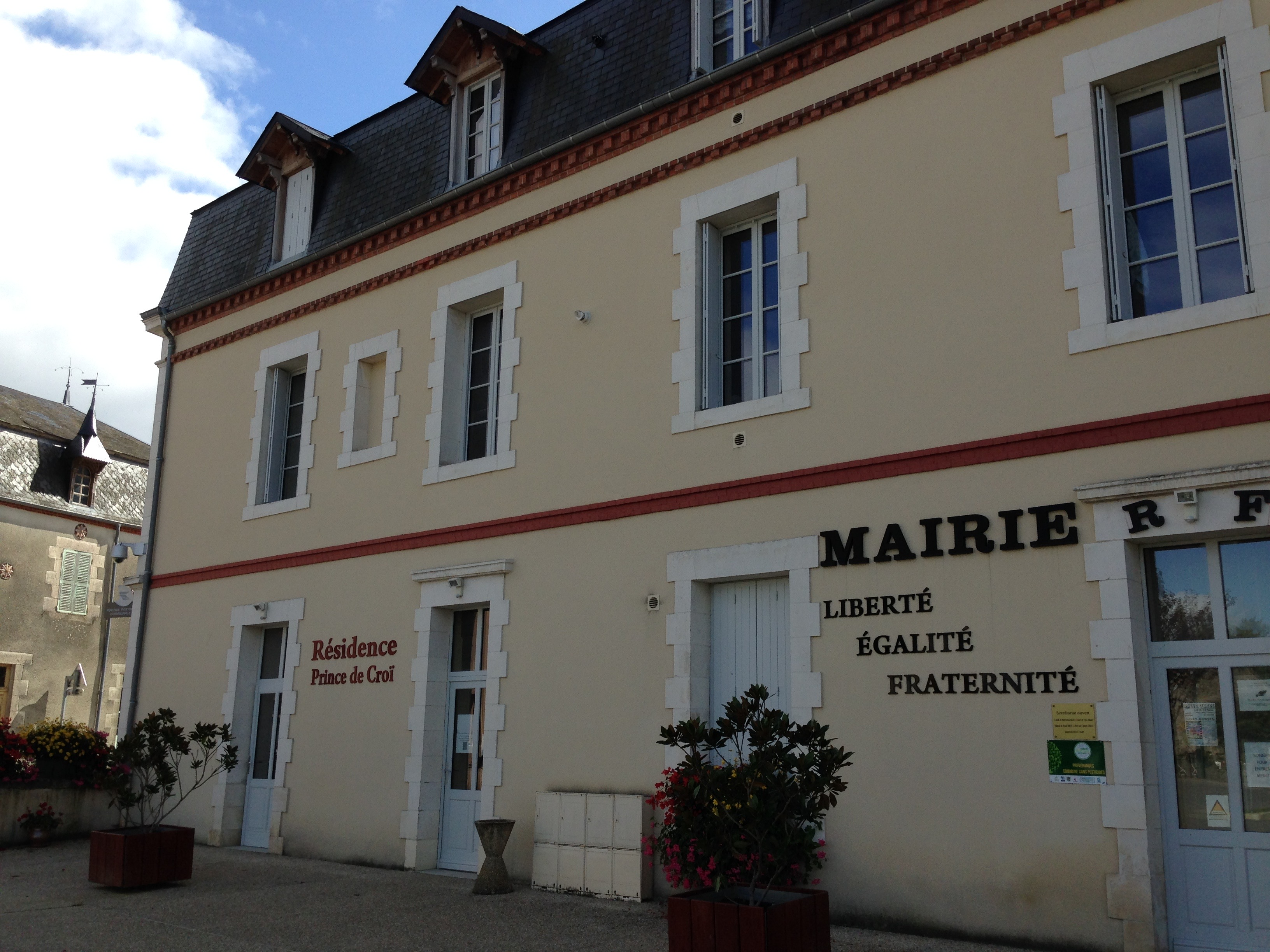
Résidence Prince de Croï et agence postale.

### Liste des maires
| Période                                  | Période    | Identité                    | Étiquette | Qualité                            |
| ---------------------------------------- | ---------- | --------------------------- | --------- | ---------------------------------- |
| Les données manquantes sont à compléter. |            |                             |           |                                    |
| 1791                                     |            | Delarebardière              |           |                                    |
| 1791                                     | 1792       | Claude Bonnefoy             |           |                                    |
| 1792                                     | 1793       | Jean Alaguillemette         |           |                                    |
| 1793                                     | 1795       | Alexandre Dechaut           |           |                                    |
| 1795                                     | 1795       | Charles Despres             |           |                                    |
| 1795                                     | 1798       | Gabriel Ferrasson           |           |                                    |
| 1798                                     | 1799       | Martin Bonnefoy             |           |                                    |
| 1799                                     | 1801       | Jean Baptiste Duchier       |           |                                    |
| 1802                                     | 1804       | Alexandre Dechaut           |           |                                    |
| 1805                                     | 1813       | Jean Alaguillemette         |           |                                    |
| 1813                                     | 1816       | Jean Simon Decerf           |           |                                    |
| 1816                                     | 1824       | Pierre Paul Aubergier       |           |                                    |
| 1825                                     | 1830       | Jean Baptiste Bellaigue     |           |                                    |
| 1830                                     | 1843       | François Auguste Chambraud  |           |                                    |
| 1843                                     | 1849       | Martin Demont               |           |                                    |
| 1849                                     | 1860       | Gilbert Ferrasson           |           |                                    |
| 1860                                     | 1870       | François Hippolyte Vaillant |           |                                    |
| 1870                                     | 1890       | Jean Baptiste Ruchon        |           |                                    |
| 1890                                     | 1906       | Jean Maurice Morand         |           |                                    |
| 1906                                     | 1912       | Alphonse Noel               |           |                                    |
| 1912                                     | 1916       | Lambert Labat               |           |                                    |
| 1916                                     | 1919       | François Gansoinat          |           |                                    |
| 1919                                     | 1925       | Abel Fournier               |           |                                    |
| 1925                                     | 1929       | Louis Dussaut               |           |                                    |
| 1929                                     | 1935       | Marius Guéraud              |           |                                    |
| 1929-05-19                               | 1929-05-30 | Jean Baptiste Noblet        |           |                                    |
| 1935                                     | 1944       | Albert Cotineau             |           |                                    |
| 1944                                     | 1945       | Constant Piolet             |           |                                    |
| 1945                                     | 1947       | Marius Guéraud              |           |                                    |
| 1947                                     | 1965       | Lucien Auclair              |           |                                    |
| 1965                                     | 1971       | Annie Bouvat-Martin         |           |                                    |
| 1971                                     | 1981       | Henri Auvity                |           |                                    |
| 1981                                     | 1983       | Fernand Laplanche           |           |                                    |
| 1983                                     | 2001       | André Grymonprez            |           |                                    |
| mars 2001                                | 2014       | Jacques Nicolas             | UMP       |                                    |
| avril 2014                               | En cours   | Fabrice Pigois,             |           | Ouvrier qualifié de type artisanal |

### Politique environnementale
Dans son palmarès 2016, le Conseil National des Villes et Villages Fleuris de France a attribué deux fleurs à la commune au Concours des villes et villages fleuris.

## Démographie
L'évolution du nombre d'habitants est connue à travers les recensements de la population effectués dans la commune depuis 1793. Pour les communes de moins de 10 000 habitants, une enquête de recensement portant sur toute la population est réalisée tous les cinq ans, les populations de référence des années intermédiaires étant quant à elles estimées par interpolation ou extrapolation. Pour la commune, le premier recensement exhaustif entrant dans le cadre du nouveau dispositif a été réalisé en 2006.

En 2022, la commune comptait 522 habitants, en évolution de −1,51 % par rapport à 2016 (Cher : −2,48 %, France hors Mayotte : +2,11 %).
| 1793  | 1800  | 1806  | 1821  | 1831  | 1836  | 1841  | 1846  | 1851  |
| ----- | ----- | ----- | ----- | ----- | ----- | ----- | ----- | ----- |
| 1 417 | 1 293 | 1 303 | 1 486 | 1 963 | 1 807 | 1 730 | 1 790 | 1 808 |

| 1856  | 1861  | 1866  | 1872  | 1876  | 1881  | 1886  | 1891  | 1896  |
| ----- | ----- | ----- | ----- | ----- | ----- | ----- | ----- | ----- |
| 1 720 | 1 652 | 1 785 | 1 759 | 1 827 | 1 910 | 2 120 | 2 181 | 2 193 |

| 1901  | 1906  | 1911  | 1921  | 1926  | 1931  | 1936  | 1946  | 1954  |
| ----- | ----- | ----- | ----- | ----- | ----- | ----- | ----- | ----- |
| 2 141 | 2 108 | 2 082 | 1 756 | 1 686 | 1 583 | 1 455 | 1 388 | 1 345 |

| 1962  | 1968  | 1975 | 1982 | 1990 | 1999 | 2006 | 2011 | 2016 |
| ----- | ----- | ---- | ---- | ---- | ---- | ---- | ---- | ---- |
| 1 233 | 1 081 | 930  | 861  | 772  | 665  | 596  | 584  | 530  |

| 2021 | 2022 | - | - | - | - | - | - | - |
| ---- | ---- | - | - | - | - | - | - | - |
| 518  | 522  | - | - | - | - | - | - | - |

## Culture locale et patrimoine

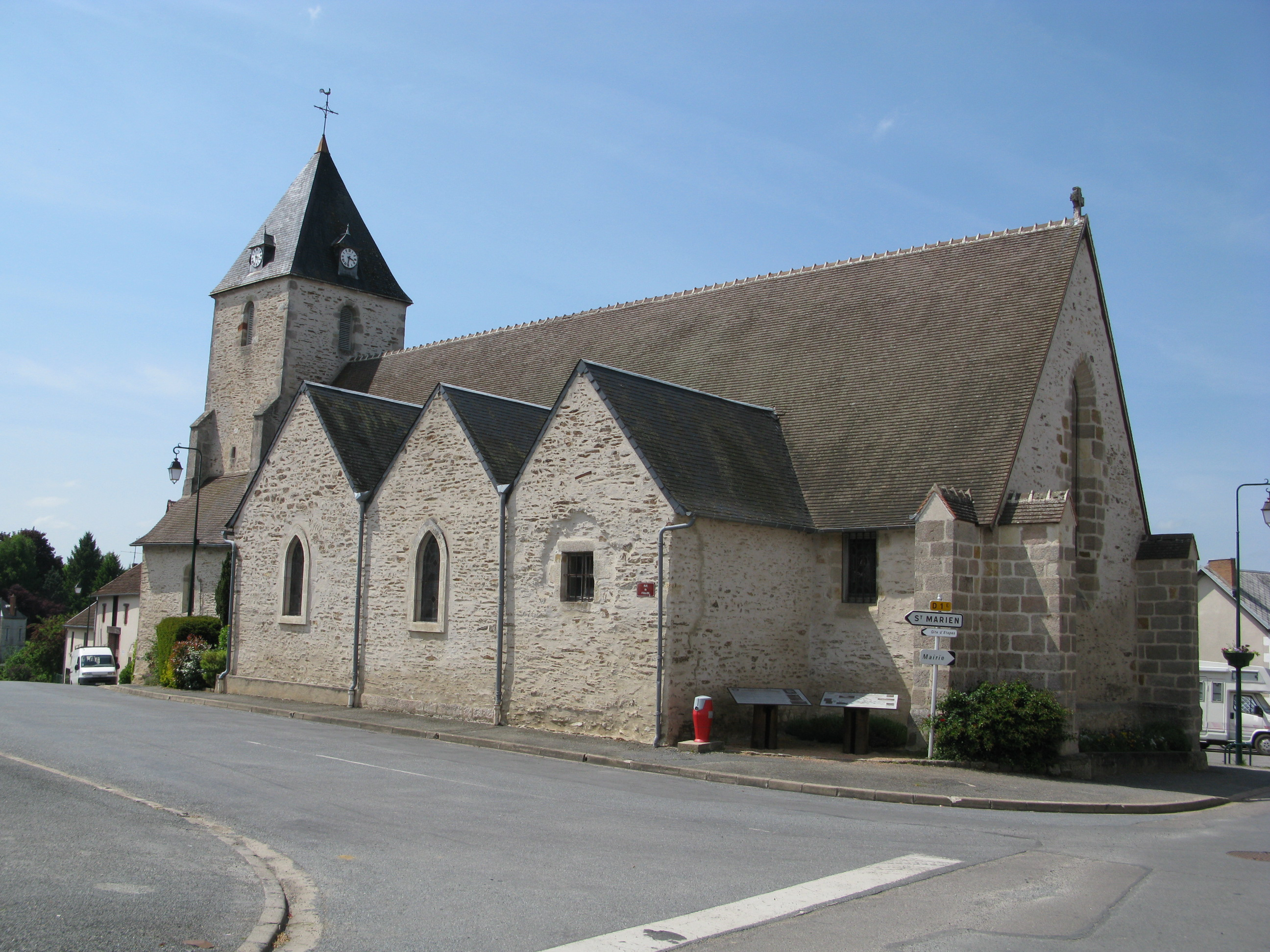
L'église Saint-Martin.

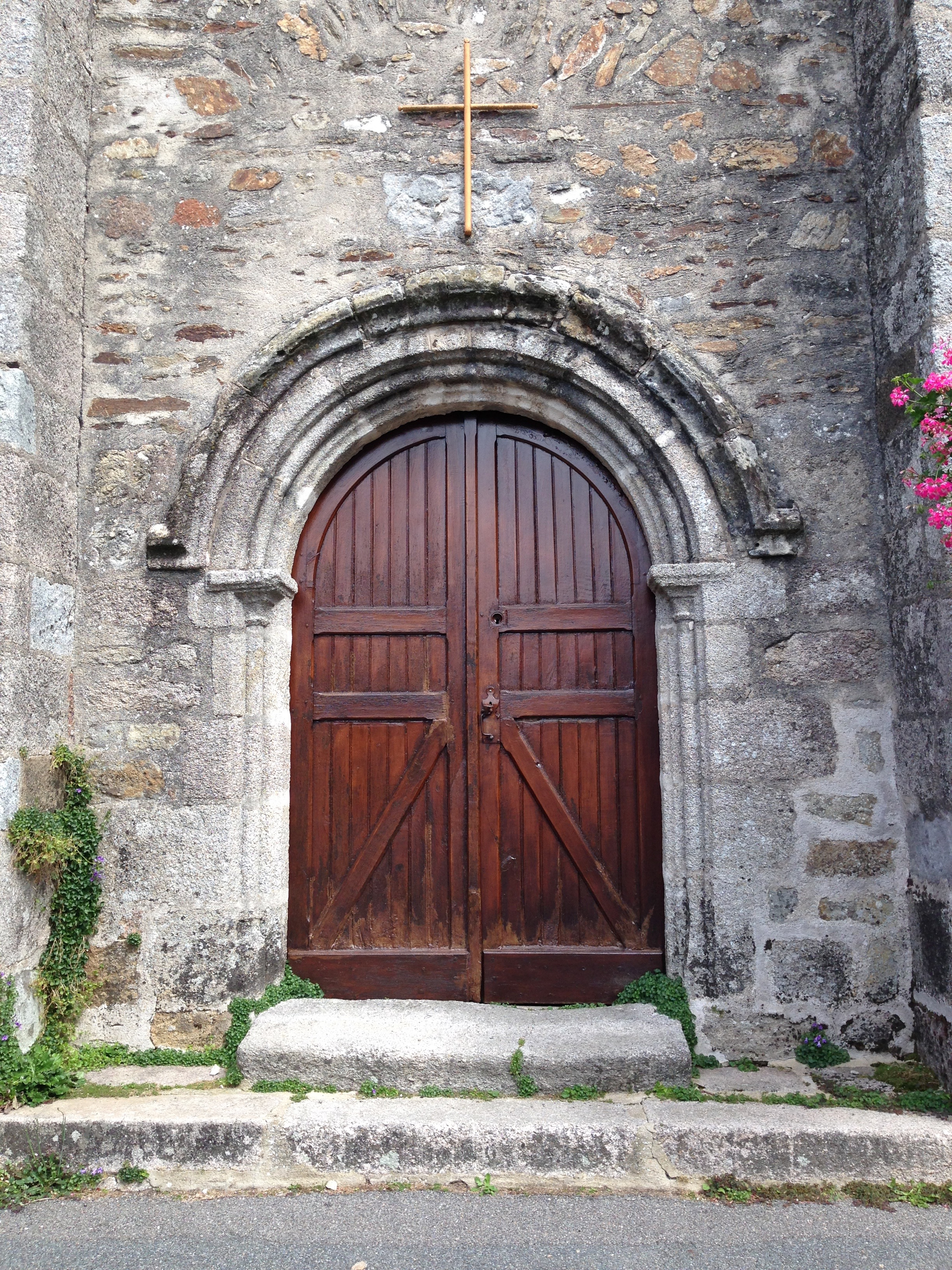
Porte de l'église Saint-Martin

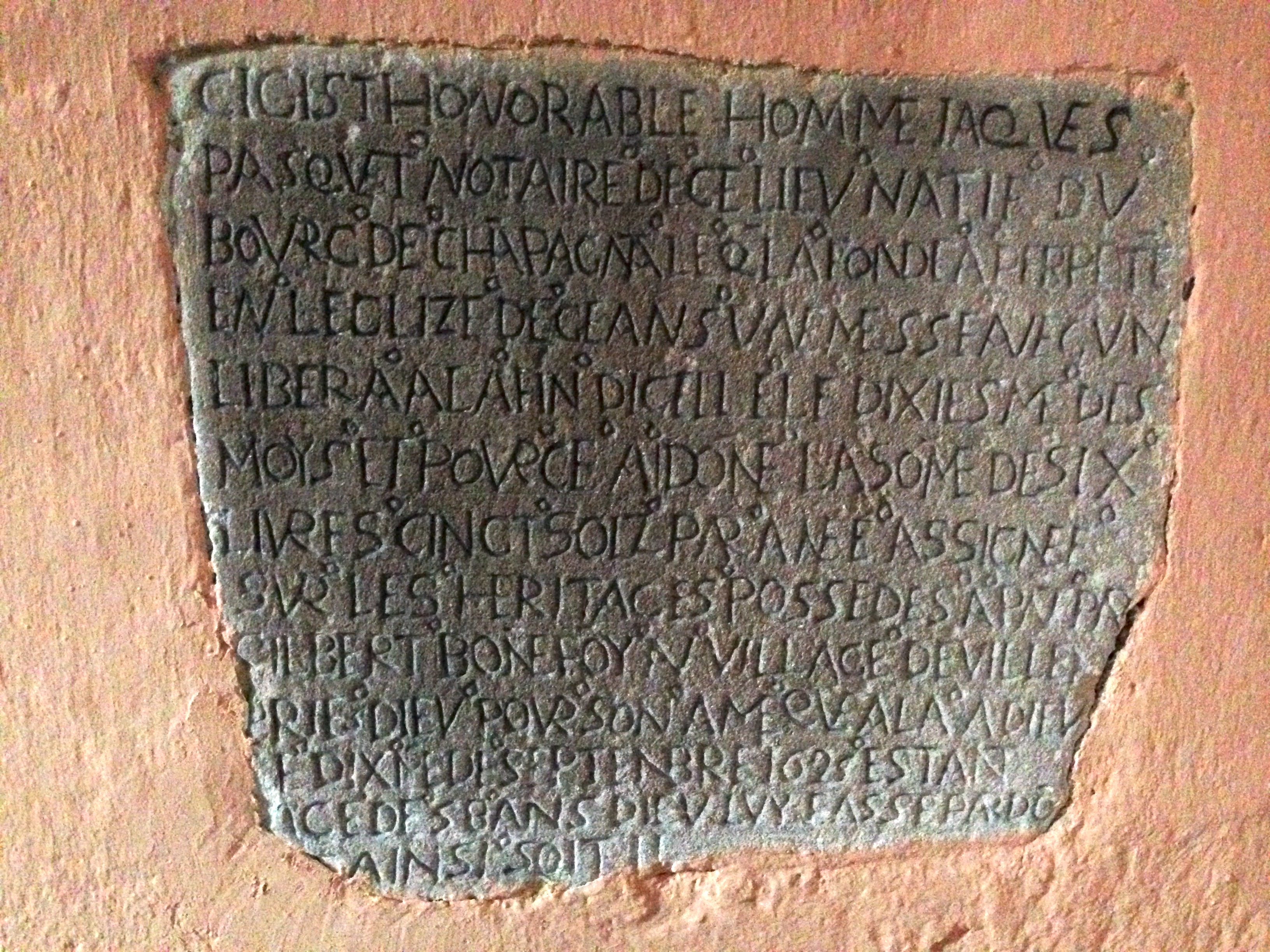
Plaque tombale de Jaques Pasquet.

### Lieux et monuments

#### Église Saint-Martin
L’église Saint-Martin est du XIIIe siècle, comme le montre le style de son porche occidental qui possède une porte en plein cintre, dont la voussure torique repose sur des colonnettes aux chapiteaux frustes. Les pierres de taille sont de granit. L’église a été remaniée plusieurs fois,.
La nef est recouverte d’un berceau plâtré. De chaque côté a été ajouté au XVIIe siècle une chapelle ; celle du Nord est porte la date de 1669. Elle fut construite par Gabrielle de Barbançois, veuve de Gilbert des Ages, seigneur du Mas-Sarrazin, sous l’invocation de saint Abdon et saint Janvrin. Elle était encore désignée en 1772 comme chapelle de Saint-Abdon.
Toutes deux sont voûtées d’ogives et communiquent avec la nef par des arcades brisées ou cintrées. Le chœur, qui ne se distingue pas de la nef, est éclairé par une longue fenêtre brisée. Dans un pilier est incrusté l’inscription suivante :
« Cy gist honorable homme Jaques Pasquet notaire de ce lieu natif du bourg de Champagna le(quel) la fondé à perpétuité en l’églize de céans une messe avec libera à la fin d’icelle le dixiesme des moys et pur ce ai doné la somme de six livres conct solz par anée assignés sur les héritages à p(rése)nt par Gilbert Bonefoy au village de Viller. Priez Dieu pour son âme que a la (elle aille à) Dieu. Le dixième de septembre 1625 estant agé de 58 ans. Dieu lui fasse pardon. Ainsi soit il. »
À l’extérieur, la tour de la façade se termine par un toit à quatre pans.

#### Croix de chemin

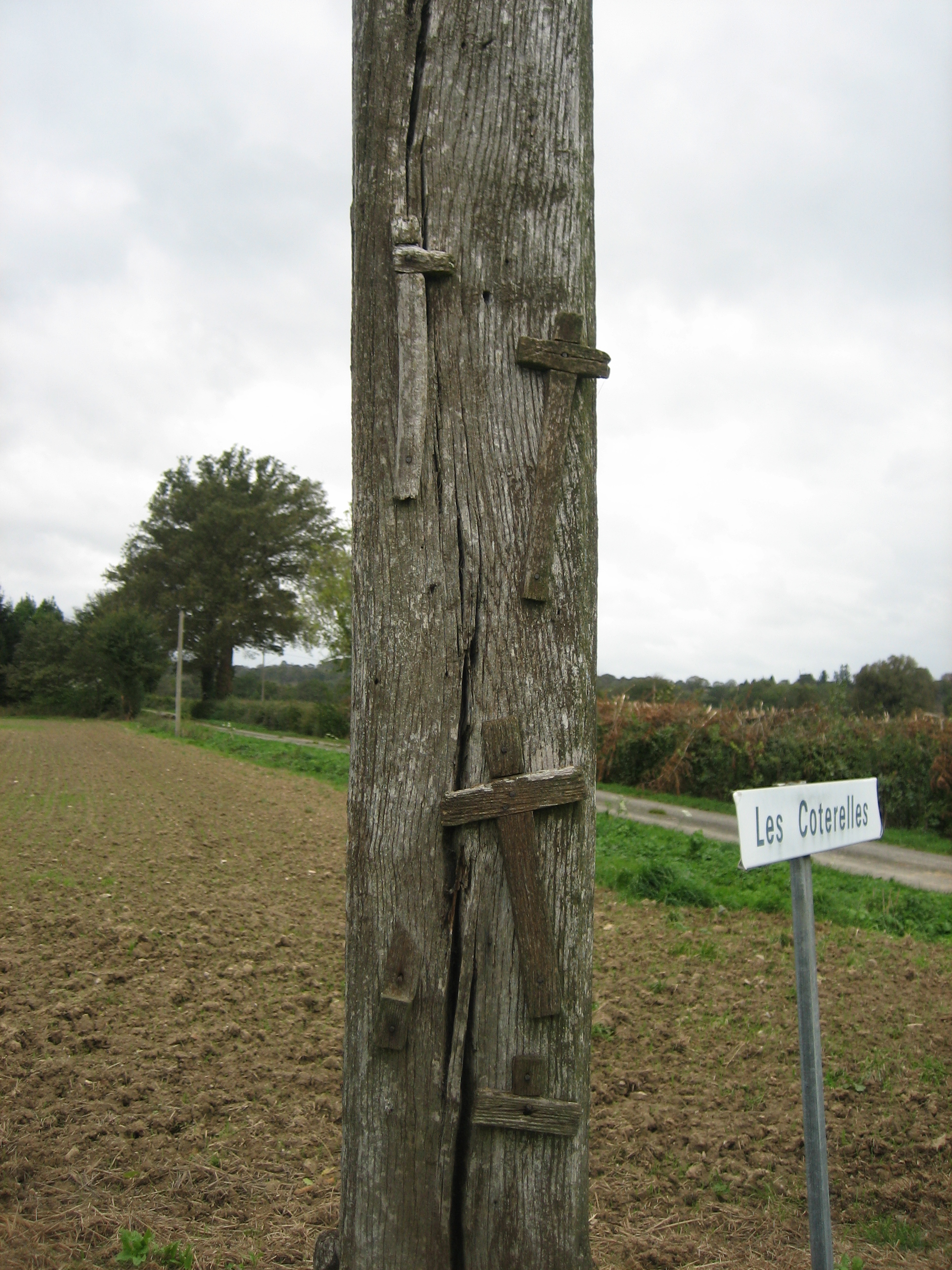
Préveranges - Croix de chemin (détail)

Autour du village se trouve un certain nombre de croix de chemin, la plupart en bois. Elles ont la particularité de porter, clouées sur le tronc ou sur les bras, de petites croix, en bois également. La tradition veut que lors d’un passage funèbre du domicile du défunt au cimetière, le cortège s’arrête à une de ces croix de chemin et qu’une petite croix y soit apposée.

### Personnalités liées à la commune
- Alphonse Lorcery, champion de France triple saut en 1935, a été instituteur à Préveranges[20].

- La mère de Roger Walkowiak est née à Préveranges.
- Vincent Rochon, né le 24 juin 1841 à Dun-sur-Auron décédé en 1919, est instituteur à Préveranges, auteur d'une monographie sur la commune ainsi que donateur d'un legs important à la commune.
- André Moulinier, compagnon de la Libération, commandeur de la Légion d'Honneur, décédé le 7 mai 2006 à Romorantin dans le Loir-et-Cher, est inhumé au cimetière de Préveranges.

### Héraldique
La mairie déclare ne pas (ou ne plus) avoir de blason, et utilise un logotype (qui bien qu'ayant forme d'écu, ne peut être considéré comme blason).
|  | Les anciennes armoiries de Préveranges se blasonnaient ainsi : D’azur à la barre d’argent chargée de l’inscription « BOISCHAUT – MARCHE » en lettres capitales de sable, accompagnée en chef d’une tête de vache et en pointe d’une truite contournée et ployée en barre, le tout d'argent. Ce qui est représenté sur le site de la commune ne peut être considéré comme un blason. |

### Jumelages
Préveranges est jumelée avec Préverenges en Suisse.